# Rapport Chavin
Le rapport Chavin, portant le nom du commissaire Henry Chavin, directeur de la Sécurité nationale, est un document de 22 pages qui circule « sous le manteau » en juillet 1941.
Ce texte révèle une prétendue conspiration de la banque d'affaires, sous la férule de la synarchie, pour asservir la France et le monde.

## Contenu
Le document, certainement rédigé par Raoul Husson, Chavin n'étant que le destinataire, s'intitule « Rapport confidentiel sur la société secrète polytechnicienne dite Mouvement synarchique d'Empire ». Ce texte révèle une prétendue conspiration de la haute-banque, sous la férule de la synarchie, pour asservir la France et le monde. 
Le texte met en cause des polytechniciens, dont ceux du groupe X-Crise, comme Jules Moch, Louis Vallon ou André Loizillon, des normaliens, comme Pierre Pucheu et des personnalités en lien avec la banque Worms. 
Ce thème du complot synarchique est repris régulièrement par la presse ultra-collaborationniste pour stigmatiser le gouvernement de Vichy.
L'historienne Annie Lacroix-Riz popularise sa thèse sur ce complot synarchique dans un livre Le Choix de la défaite : les élites françaises dans les années 1930 publié en 2006. L'historien Olivier Dard a quant à lui montré la vacuité et les incohérences du rapport Chavin.